# Simon Aspelin
Simon Aspelin (Saltsjöbaden, Suècia; 11 de maig de 1974) és un tennista professional retirat suec que va especialitzar-se en la modalitat de dobles masculins.
Va acumular un total de dotze títols de dobles masculins arribant al setè lloc del rànquing mundial l'any 2008. Entre aquests èxits destaca el títol de US Open l'any 2007. També va guanyar una medalla d'argent olímpica als Jocs Olímpics de Pequín l'any 2008 amb Thomas Johansson com a parella. Va formar part de l'equip suec de Copa Davis en diverses ocasions.

## Torneigs de Grand Slam

### Dobles masculins: 1 (1−0)
| Resultat  | Núm. | Any  | Torneig | Parella       | Oponents                  | Marcador |
| --------- | ---- | ---- | ------- | ------------- | ------------------------- | -------- |
| Guanyador | 1.   | 2007 | US Open | Julian Knowle | Lukáš Dlouhý Pavel Vízner | 7−5, 6−4 |

## Jocs Olímpics

### Dobles masculins
| Any  | Campionat                   | Parella          | Oponents                    | Resultat              |
| ---- | --------------------------- | ---------------- | --------------------------- | --------------------- |
| 2008 | Jocs Olímpics, Pequín, Xina | Thomas Johansson | Roger Federer Stan Wawrinka | 3−6, 4−6, 7−6(4), 3−6 |

## Biografia
Filla de Inger i Olof Aspelin, té dos germans grans anomenats Daniel i David. El seu pare va ser el seu entrenador des de que va ser júnior.
Va estudiar a la Pepperdine University de Malibú entre els anys 1993 i 1997, i va esdevenir un dels tennista més destacats en la història de la universitat.

## Palmarès

### Dobles masculins: 33 (12−21)
| Llegenda (pre/post 2009)                                 |
| -------------------------------------------------------- |
| Grand Slams (1−0)                                        |
| Jocs Olímpics Argent (1)                                 |
| Tennis Masters Cup / ATP Finals (0−1)                    |
| ATP Masters Series / ATP World Tour Masters 1000 (0−1)   |
| ATP International Series Gold / ATP World Tour 500 (2−3) |
| ATP International Series / ATP World Tour 250 (8−13)     |

| Títols per superfície |
| --------------------- |
| Dura (4−9)            |
| Gespa (1−1)           |
| Terra batuda (5−9)    |
| Moqueta (1−0)         |

| Resultat  | Núm. | Data                   | Torneig                          | Superfície   | Parella            | Oponents                         | Marcador              |
| --------- | ---- | ---------------------- | -------------------------------- | ------------ | ------------------ | -------------------------------- | --------------------- |
| Guanyador | 1.   | 14 de febrer de 2000   | Marsella, França                 | Dura         | Johan Landsberg    | J.I. Carrasco Jairo Velasco      | 7−6(2), 6−4           |
| Finalista | 1.   | 9 de juliol de 2001    | Båstad, Suècia                   | Terra batuda | Andrew Kratzmann   | Karsten Braasch Jens Knippschild | 6−7(3), 6−4, 6−7(5)   |
| Finalista | 2.   | 23 de juliol de 2001   | Kitzbühel, Àustria               | Terra batuda | Andrew Kratzmann   | Àlex Corretja Luis Lobo          | 3−6, 6−4, 3−6         |
| Finalista | 3.   | 18 de febrer de 2002   | Buenos Aires, Argentina          | Terra batuda | Andrew Kratzmann   | Gastón Etlis Martín Rodríguez    | 6−3, 3−6, [4−10]      |
| Finalista | 4.   | 8 d'abril de 2002      | Estoril, Portugal                | Terra batuda | Andrew Kratzmann   | Karsten Braasch Andrei Olhovskiy | 3−6, 3−6              |
| Guanyador | 2.   | 25 de maig de 2003     | Sankt Pölten, Àustria            | Terra batuda | Massimo Bertolini  | Sargis Sargsian Nenad Zimonjić   | 7−6(2), 6−4           |
| Guanyador | 3.   | 9 de juliol de 2001    | Båstad                           | Terra batuda | Massimo Bertolini  | Lucas Arnold Mariano Hood        | 6−7(3), 6−0, 6−4      |
| Finalista | 5.   | 14 de setembre de 2003 | Bucarest, Romania                | Terra batuda | Jeff Coetzee       | Karsten Braasch Sargis Sargsian  | 6−7(7), 2−6           |
| Finalista | 6.   | 11 de juliol de 2004   | Båstad (2)                       | Terra batuda | Todd Perry         | Mahesh Bhupathi Jonas Björkman   | 6−4, 6−7(2), 6−7(6)   |
| Finalista | 7.   | 18 de juliol de 2004   | Stuttgart, Alemanya              | Terra batuda | Todd Perry         | Jiří Novák Radek Štěpánek        | 2−6, 4−6              |
| Finalista | 8.   | 9 de gener de 2005     | Adelaida, Austràlia              | Dura         | Todd Perry         | Xavier Malisse Olivier Rochus    | 6−7(5), 4−6           |
| Finalista | 9.   | 17 de gener de 2005    | Auckland, Nova Zelanda           | Dura         | Todd Perry         | Yves Allegro Michael Kohlmann    | 4−6, 6−7(4)           |
| Guanyador | 4.   | 7 de febrer de 2005    | Delray Beach, Estats Units       | Dura         | Todd Perry         | Jordan Kerr Jim Thomas           | 6−3, 6−3              |
| Guanyador | 5.   | 20 de febrer de 2005   | Memphis, Estats Units            | Dura (i)     | Todd Perry         | Bob Bryan Mike Bryan             | 6−4, 6−4              |
| Finalista | 10.  | 18 de juny de 2005     | Nottingham, Regne Unit           | Gespa        | Todd Perry         | Jonathan Erlich Andy Ram         | 6−4, 3−6, 5−7         |
| Finalista | 11.  | 25 de juliol de 2005   | Indianapolis, Estats Units       | Dura         | Todd Perry         | Paul Hanley Graydon Oliver       | 2−6, 1−3, retirada    |
| Finalista | 12.  | 9 d'octubre de 2005    | Tòquio, Japó                     | Dura         | Todd Perry         | Satoshi Iwabuchi Takao Suzuki    | 4−5(3), 4−5(13)       |
| Finalista | 13.  | 16 de gener de 2006    | Auckland (2)                     | Dura         | Todd Perry         | Andrei Pavel Rogier Wassen       | 2−6, 7−5, [4−10]      |
| Guanyador | 6.   | 29 d'octubre de 2006   | St. Petersburg, Rússia           | Moqueta      | Todd Perry         | Julian Knowle Jürgen Melzer      | 6−1, 7−6(3)           |
| Finalista | 14.  | 15 de gener de 2007    | Auckland (3)                     | Dura         | Chris Haggard      | Jeff Coetzee Rogier Wassen       | 7−6(9), 3−6, [2−10]   |
| Guanyador | 7.   | 26 de maig de 2007     | Pörtschach (2)                   | Terra batuda | Julian Knowle      | Leoš Friedl David Škoch          | 7−6(6), 5−7, [10−5]   |
| Guanyador | 8.   | 17 de juny de 2007     | Halle, Alemanya                  | Gespa        | Julian Knowle      | Fabrice Santoro Nenad Zimonjić   | 6−4, 7−6(5)           |
| Guanyador | 9.   | 15 de juliol de 2007   | Båstad (2)                       | Terra batuda | Julian Knowle      | Martín García Sebastián Prieto   | 6−2, 6−4              |
| Guanyador | 10.  | 9 de setembre de 2007  | US Open, Estats Units            | Dura         | Julian Knowle      | Lukáš Dlouhý Pavel Vízner        | 7−5, 6−4              |
| Finalista | 15.  | 18 de novembre de 2007 | Tennis Masters Cup, Xangai, Xina | Dura         | Julian Knowle      | Mark Knowles Daniel Nestor       | 2−6, 3−6              |
| Finalista | 16.  | 16 d'agost de 2008     | Jocs Olímpics, Pequín, Xina      | Dura         | Thomas Johansson   | Roger Federer Stan Wawrinka      | 3−6, 4−6, 7−6(4), 3−6 |
| Finalista | 17.  | 6 d'abril de 2009      | Casablanca, Marroc               | Terra batuda | Paul Hanley        | Łukasz Kubot Oliver Marach       | 6−7(4), 6−3, [6−10]   |
| Finalista | 18.  | 17 de maig de 2009     | Madrid, Espanya                  | Terra batuda | Wesley Moodie      | Daniel Nestor Nenad Zimonjić     | 4−6, 4−6              |
| Guanyador | 11.  | 20 de juliol de 2009   | Hamburg, Alemanya                | Terra batuda | Paul Hanley        | Marcelo Melo Filip Polášek       | 6−3, 6−3              |
| Finalista | 19.  | 25 d'octubre de 2009   | Estocolm, Suècia                 | Dura (i)     | Paul Hanley        | Bruno Soares Kevin Ullyett       | 4−6, 6−7(4)           |
| Finalista | 20.  | 14 de febrer de 2010   | Rotterdam, Països Baixos         | Dura (i)     | Paul Hanley        | Daniel Nestor Nenad Zimonjić     | 4−6, 6−4, [7−10]      |
| Guanyador | 12.  | 27 de febrer de 2010   | Dubai, Emirats Àrabs Units       | Dura         | Paul Hanley        | Lukáš Dlouhý Leander Paes        | 6−2, 6−3              |
| Finalista | 21.  | 17 de juliol de 2011   | Båstad (3)                       | Terra batuda | Andreas Siljeström | Robert Lindstedt Horia Tecău     | 3−6, 3−6              |

## Trajectòria

### Dobles masculins
| Open d'Austràlia | A   | 3R    | 1R          | 2R          | 2R          | 2R    | 3R          | QF          | 2R          | 1R    | 1R          | 3R          | 1R          | 0 / 12    | 13 – 12   |
| Roland Garros | A   | 1R    | 2R          | 1R          | 1R          | 1R    | 3R          | 2R          | 3R          | 3R    | 3R          | 1R          | 3R          | 0 / 12    | 11 – 12   |
| Wimbledon | A   | 1R    | 2R          | 1R          | 2R          | QF    | 1R          | QF          | 1R          | 1R    | QF          | 2R          | 3R          | 0 / 12    | 14 – 12   |
| US Open | A   | 1R    | 1R          | 2R          | 1R          | 3R    | QF          | 2R          | G           | 2R    | 1R          | QF          | A           | 1 / 11    | 16 – 10   |
| Jocs Olímpics | NC  | A     | No celebrat | No celebrat | No celebrat | A     | No celebrat | No celebrat | No celebrat | F     | No celebrat | No celebrat | No celebrat | 0 / 1     | 4 – 1     |
| ATP World Tour Finals | A   | SF    | A           | A           | A           | A     | A           | A           | F           | A     | A           | A           | A           | 0 / 2     | 6 – 3     |
| Total Victòries–Derrotes                                                                                                   | 1−3 | 25−21 | 28−26       | 22−31       | 19−19       | 20−23 | 44−29       | 35−25       | 44−30       | 31−28 | 35−29       | 28−23       | 16−16       | 348 – 303 | 348 – 303 |
| Rànquing a final d'any | 111 | 51    | 50          | 55          | 40          | 45    | 17          | 19          | 8           | 22    | 23          | 26          | 74          |           |           |
| Llegenda: G: Guanyador; F: Finalista; SF: Semifinalista; QF: Quarts de final; Q: Qualificació; A: Absent; RR: Round Robin; |     |       |             |             |             |       |             |             |             |       |             |             |             |           |           |

### Dobles mixts
| Open d'Austràlia | A   |  | A   | A   | 1R  | 2R  | 2R  | 0 / 3   | 2 – 3   |
| Roland Garros | QF  |  | A   | A   | 2R  | 1R  | A   | 0 / 3   | 4 – 3   |
| Wimbledon | A   |  | A   | A   | 2R  | 3R  | A   | 0 / 2   | 3 – 2   |
| US Open | A   |  | 1R  | 1R  | 2R  | A   | 1R  | 0 / 4   | 1 – 4   |
| Total Victòries–Derrotes                                                                                                   | 3−1 |  | 0−1 | 0−1 | 3−4 | 3−3 | 1−2 | 10 – 12 | 10 – 12 |
| Llegenda: G: Guanyador; F: Finalista; SF: Semifinalista; QF: Quarts de final; Q: Qualificació; A: Absent; RR: Round Robin; |     |  |     |     |     |     |     |         |         |